# Svartabborrtjärnen (Töre socken, Norrbotten, 735075-179743)
Svartabborrtjärnen är en sjö i Kalix kommun i Norrbotten och ingår i Töreälvens huvudavrinningsområde.